# Dioundiou (Departement)
Dioundiou ist ein Departement in der Region Dosso in Niger.

## Geographie

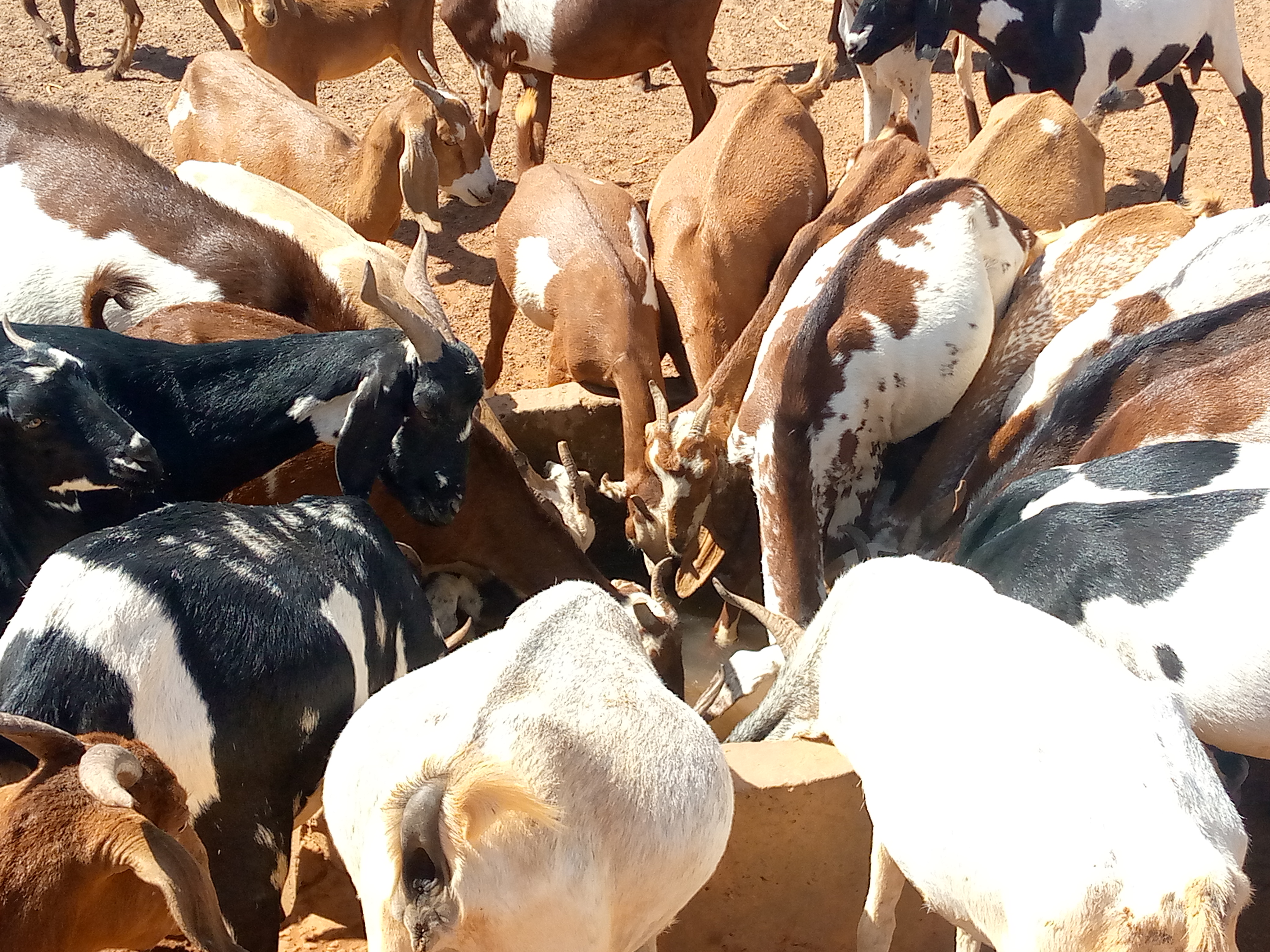
Ziegen auf einer Weide in Zabori im Departement Dioundiou (2023)

Das Departement liegt im Südwesten des Landes und grenzt an Nigeria. Es besteht aus den Landgemeinden Dioundiou, Karakara und Zabori. Der namensgebende Hauptort des Departements ist Dioundiou.
Das gesamte Departement ist Teil des 317.520 Hektar großen Feuchtgebiets des Dallol Maouri, das als eines der Ramsar-Gebiete Nigers unter Naturschutz steht.

## Geschichte
Das Departement geht auf den Verwaltungsposten (poste administratif) von Dioundiou zurück, der 1965 errichtet wurde. 2011 wurde der Verwaltungsposten aus dem Departement Gaya herausgelöst und zum Departement Dioundiou erhoben.

## Bevölkerung
Das Departement Dioundiou hat gemäß der Volkszählung 2012 109.615 Einwohner. Von 2001 bis 2012 stieg die Einwohnerzahl jährlich durchschnittlich um 3,4 % (landesweit: 3,9 %).

## Verwaltung
An der Spitze des Departements steht ein Präfekt (französisch: préfet), der vom Ministerrat auf Vorschlag des Innenministers ernannt wird.
| Amtszeit                      | Name                     |
| ----------------------------- | ------------------------ |
| 29. Feb. 2012 – 29. Jul. 2016 | Adamou Wakasso           |
| 29. Jul. 2016 – 8. Nov. 2021  | Issoufou Arzika          |
| 8. Nov. 2021 – 7. Apr. 2022   | Adamou Harouna           |
| 7. Apr. 2022 – 30. Nov. 2022  | Abdou Talhatou Bana Sani |
| 30. Nov. 2022 – 24. Aug. 2023 | Adamou Idé               |
| seit 24. Aug. 2023            | Hama Soukoundé           |